# Hypena rudolfi
Hypena rudolfi là một loài bướm đêm trong họ Erebidae.